# Goleț (okręg Caraș-Severin)
Goleț – wieś w Rumunii, w okręgu Caraș-Severin, w gminie Bucoșnița. W 2011 roku liczyła 552 mieszkańców. 